# Sharp PC-1403
Sharp PC-1403 — портативный микрокомпьютер (инженерный калькулятор), выпущенный японской компанией Sharp в 1986 году. Является дальнейшим развитием модели Sharp PC-1401, отличается увеличенным объемом ОЗУ, улучшенным дисплеем и системным ПО. Имеет встроенный интерпретатор языка Бейсик и возможность работы в режиме инженерного калькулятора с поддержкой статистических и матричных функций.

## Технические характеристики
- Процессор: Hitachi SC61860 (8-бит CMOS), работающий на частоте 768 кГц
- ОЗУ:
  - объём 8 кбайт (CMOS SRAM микросхема D4364G с организацией 8К×8) у модели PC-1403
  - объём 32 кбайт (CMOS SRAM микросхема D43256AG с организацией 32К×8) у модели PC-1403H
- ПЗУ: объём 72 кбайт (микросхемы LZ92K32 и SC6976T)
- Дисплей: монохромный жидкокристаллический, содержащий 24 символа в 1 строке; символы образованы матрицей 5×7 пикселей; оснащен регулятором контрастности, без графического режима
- Встроенный динамик (с фиксированной частотой и длительностью сигнала)
- Клавиатура: 77 кнопок, QWERTY раскладка, с цифровой секцией и отдельными клавишами для математических функций
- Интерфейсный 11-контактный разъем для подключения внешних устройств — термопринтера CE-126P с интерфейсом кассетного магнитофона и дисковода гибких дисков CE-140F
- Питание: напряжение 6 В от встроенных литиевых элементов CR2032 (2 шт.), потребляемая мощность менее 0,03 Вт
- Размеры: 170 × 72 × 9,5 мм
- Вес: 150 г